# Pont-l'Abbé
Pont-l'Abbé är en kommun i departementet Finistère i regionen Bretagne i västra Frankrike. Kommunen ligger i kantonen Pont-l'Abbé som tillhör arrondissementet Quimper. År 2022 hade Pont-l'Abbé 8 403 invånare.
Orten ligger kring floden Rivière de Pont-l'Abbé.

## Befolkningsutveckling
Antalet invånare i kommunen Pont-l'Abbé
Referens:INSEE